# Cristiana de Brandenburg-Bayreuth
Cristiana Eberhardina de Brandenburg-Bayreuth (en alemany Christiane Eberhardine von Brandenburg-Bayreuth) va néixer a Bayreuth el 19 de desembre de 1671 i va morir a Pretzsch el 4 de setembre de 1727. Era la filla gran de Cristià II de Brandenburg-Bayreuth (1644-1712) i de Sofia Lluïsa de Württemberg (1642-1702).
Tot i ser reina consort de Polònia, del 1697 al 1727, per raó del seu casament amb Frederic August de Saxònia, mai va trepitjar terra polonesa. Frederic August s'havia convertit al catolicisme per tal de ser proclamat rei de Polònia, mentre que ella es va mantenir fidel a les seves creences protestants i ni tan sols va estar present en la cerimònia de coronació del seu marit.
Cristiana Eberhardina vivia retirada al seu castell de Pretzsch o a Torgau, i va ser vista només ocasionalment en algunes festivitats a Dresden. En el seu exili voluntari es va dedicar a activitats culturals i es va interessar especialment pels nens orfes. També va ser una persona activa en el camp de la gestió econòmica, i el 1697 es va fer càrrec del funcionament de la fàbrica de vidre a Pretzsch, fundada per Constantí Fremel.
Una dona solitària, doncs, va morir a l'edat de 55 anys i va ser enterrada el 6 de setembre de 1727 a l'església parroquial de Pretzsch. Ni el seu marit ni el seu fill no foren presents en l'acte de l'enterrament.
En commemoració de la seva mort, Johann Sebastian Bach va compondre la cantata "Lass, Fürstin, noia noch einen Strahl" sobre un text de Johann Christoph Gottsched, estrenada el 15 d'octubre de 1727 a Leipzig.

## Matrimoni i fills
El 20 de gener de 1693 es va casar amb Frederic August (1670-1733), fill de l'elector Joan Jordi III de Saxònia i de la princesa Anna Sofia de Dinamarca. Un casament per motivacions estrictament polítiques i molt poc afortunat com a parella, que va tenir un únic fill: Frederic August II de Saxònia, nat a Dresden el 1696 i mort a Dresden el 1763, que es casà amb l'arxiduquessa Maria Josepa d'Àustria.